# Asheville (U-Boot)
Die USS Asheville (SSN-758) ist ein Atom-U-Boot der United States Navy und gehört der Los-Angeles-Klasse an. Sie ist nach der Stadt Asheville in North Carolina benannt worden.

## Geschichte
Die Asheville wurde 1984 bei Newport News Shipbuilding in Auftrag gegeben, dort 1987 auf Kiel gelegt und nach einer Bauzeit von über drei Jahren vom Stapel gelassen. Die Indienststellung bei der US Navy erfolgte 1991.
Im Dezember 1996 wurde die Asheville als Testplattform für eine neue Drohne ausgewählt. Dabei wurde der Start einer Sea Ferret von Northrop Grumman vom U-Boot simuliert, während die Drohne tatsächlich von einer Cessna 206 transportiert wurde. Lenkbefehle wurden vom U-Boot erfolgreich an die Drohne übertragen, ebenso konnte das Kommando an bodengestützte Teams übergeben werden.
Ende 2004 bis Mai 2005 operierte die Asheville im Pazifik und nahm dabei an zwei Übungen teil. Sie lief die Häfen von Guam, Singapur, Saipan und Hawaii an. Auch 2007 und 2010 fuhr das U-Boot für sechs Monate im Pazifik. Im Oktober 2010 übte die Asheville dabei zusammen mit ihrer Schwester Topeka und der chilenischen Thomson, einem Boot der deutschen Klasse 209. Besonders im Fokus stand dabei, ein modernes diesel-elektrisches Boot zu erfassen und dessen Charakteristiken kennenzulernen.